# Дорога в Парадіз
«Дорога в Парадіз» — радянський художній фільм 1991 року, знятий режисером Юрієм Бєлянським на Одеській кіностудії.

## Сюжет
Головний герой хоче ощасливити всіх людей разом, не помічаючи, що робить нещасним кожного окремо.

## У ролях
- Ігор Маслов — Євген
- Лев Дуров — Бог
- Олексій Заливалов — Алек Вайнштейн, художник
- Володимир Осипов — Володька, приятель
- Катерина Дурова — Тетяна
- Алла Люшина — Оля, співробітниця музею
- Олег Єфремов — дільничний
- Лідія Полякова — директор музею
- Олександра Свенська — трамвайний контролер
- Ніна Авасапова — начальниця пошти
- Ірина Кара — Алла
- Лада Негруль — співробітниця музею
- Любов Кондрашова — Клавдія Петрівна
- Наталія Батрак — співробітниця музею
- Гей Суле — Франсуа Бабалумба, темношкірий дипломат
- Василь Ємашев — пасажир трамвая
- Володимир Мальцев — одержувач телеграми, пасажир трамвая
- Ігор Тільтиков — безквитковий пасажир трамвая
- І. Харитонов — епізод
- Олександр Казиміров — пасажир трамвая
- Анатолій Падука — пасажир трамвая
- Аракел Семенов — пасажир, що відстав, трамвая
- Тамара Алексєєва — пасажирка трамвая
- Олександр Мар'ясін — учасник вернісажу в костюмі індіанця
- Евеліна Бльоданс — дівчина з 13-ї квартири
- Василь Яковець — член президії «Товариства тверезості»
- Юрій Стицковський — мешканець 13-ї квартири
- Богдан Барановський — член президії «Товариства тверезості»
- Сергій Лустін — епізод
- Михайло Біжикіян — учасник вернісажу
- Т. Пізіна — епізод
- Євген Женін — організатор виставки
- Людмила Ланець — супутниця «індіанця»
- Михайло Малицький — епізод
- Світлана Потапенко — епізод
- Рома Прохоров — хлопчик зі скрипкою
- Тетяна Демидова — пасажирка трамвая
- І. Городній — епізод
- Тетяна Макуцинська — пасажирка трамвая

## Знімальна група
- Режисер — Юрій Бєлянський
- Сценарист — Юрій Бєлянський
- Оператор — Олександр Вотінов
- Композитор — Олексій Заливалов
- Художник — Володимир Прохоров
- Продюсер — Юрій Коваленко